# Clarence Berryman

Zawodnik Oklahoma State Cowboys

Clarence Iven Berryman (ur. 10 sierpnia 1906 w Okemah, zm. 25 sierpnia 1986 w Fort Worth) – amerykański zapaśnik walczący w stylu wolnym. Olimpijczyk z Amsterdamu 1928, gdzie zajął szóste miejsce w wadze lekkiej.
Zawodnik Oklahoma State University. Mistrz Amateur Athletic Union w 1928 roku.

## Letnie Igrzyska Olimpijskie 1928
| Konkurencja      | Rundy eliminacyjne     | Rundy eliminacyjne  | Rundy eliminacyjne      | Klas. końcowa |
| Konkurencja      | 1/16                   | Ćwierćfinał         | Repasaże O 2. miejsce   | Miejsce       |
| ---------------- | ---------------------- | ------------------- | ----------------------- | ------------- |
| 66 kg styl wolny | Algot Malmberg (SWE) Z | Osvald Käpp (EST) P | Carlo Jørgensen (DEN) P | 6.            |